# Maskare
Maskare (en serbe cyrillique : Маскаре) est un village de Serbie situé dans la municipalité de Varvarin, district de Rasina. Au recensement de 2011, il comptait 496 habitants.

## Démographie
| 1948 | 1953 | 1961 | 1971 | 1981 | 1991 | 2002 | 2011 |
| ---- | ---- | ---- | ---- | ---- | ---- | ---- | ---- |
| 956  | 893  | 862  | 777  | 698  | 621  | 539  | 496  |

|  |